# Alessandro Abate
Alessandro Abate (Catânia, 25 de novembro de 1867 – Catânia, 29 de março de 1953) foi um pintor, aquarelista e artista de afrescos italiano